# Алдан (град)
Алдан (град) (рус. Алдан) град је у Јакутији, Русија. Алдан се налази на 58° 40′ N 125° 21′ E / 58.667° С; 125.350° И, на Алданским планинама, поред реке Алдана (десне притоке реке Лене.
Основан је 1923. године. Статус града добија 1939. године.
У близини су богата налазишта злата.

## Становништво
Према прелиминарним подацима са пописа, у граду је 2010. живело становника, (%) више него 2002.
| 1939.  | 1959.  | 1970.  | 1979.  | 1989.  | 2002.  | 2010.  |
| ------ | ------ | ------ | ------ | ------ | ------ | ------ |
| 14.000 | 12.358 | 17.689 | 20.173 | 27.090 | 24 715 | 21.275 |